# 白水Uブックス
白水Uブックス（はくすいユーブックス）とは、白水社が発行する小説・ノンフィクションの叢書。ブックデザインは田中一光。判型は新書判。発刊当初は、パブロ・ピカソのデッサン『FAUNSKOPF』がカバーに使われていた。

## 主なシリーズ
- 全集、コレクション
  - シェイクスピア全集 全37冊　シェイクスピア、小田島雄志訳
  - チボー家の人々 全13巻　ロジェ・マルタン・デュ・ガール、山内義雄訳
  - ベスト・オブ・チェーホフ 全2冊　アントン・チェーホフ、小田島雄志訳
  - カフカ・コレクション 全8巻　フランツ・カフカ、池内紀訳
  - 須賀敦子コレクション
  - 別役実の本
  - 柴田元幸の本
- 海外小説　ドイツ
  - ハンス・ヘニー・ヤーン　『十三の無気味な物語』　種村季弘訳、1984年。
- 海外小説　フランス
  - アントナン・アルトー　『ヘリオガバルス』　多田智満子訳、1989年。
  - アンドレ・ブルトン　『ナジャ』　巖谷國士訳、1989年。
  - ギヨーム・アポリネール　『異端教祖株式会社』　窪田般彌訳、1989年。
  - アンドレ・ピエール・ド・マンディアルグ　『狼の太陽』　生田耕作訳、1989年。
  - アルフレッド・ジャリ　『超男性』　澁澤龍彦訳、1989年。
- 海外小説　イギリス
  - ジョン・ファウルズ　『コレクター』 小笠原豊樹訳、1984年。
  - ジュリアン・バーンズ　『10 1/2章で書かれた世界の歴史』　丹治愛・丹治敏衛訳、1995年。
  - ジャネット・ウィンターソン　『さくらんぼの性は』　岸本佐知子訳、1997年。
- 海外小説　アメリカ
  - J・D・サリンジャー　『ライ麦畑でつかまえて』　野崎孝訳、1984年。
  - カート・ヴォネガット　『母なる夜』　池澤夏樹訳、1984年。
  - ニコルソン・ベイカー　『中二階』　岸本佐知子訳、1997年。
  - スティーヴン・ミルハウザー　『イン・ザ・ペニー・アーケード』　柴田元幸訳、1998年。
- 海外小説　イタリア
  - イタロ・カルヴィーノ　『木のぼり男爵』　米川良夫訳、1995年。
  - アントニオ・タブッキ　『供述によるとペレイラは……』　須賀敦子訳、2000年。
- 海外小説　南米・その他
  - マヌエル・プイグ　『ブエノスアイレス事件』　鼓直訳、1984年。
  - ヨーゼフ・ロート　『聖なる酔っぱらいの伝説』　池内紀訳、1995年。
  - ホルヘ・ルイス・ボルヘス　『不死の人』　土岐恒二訳、1996年。
- エッセイ・文学・紀行
  - 沼野充義　『屋根の上のバイリンガル』　1996年。
  - 堀江敏幸　『郊外へ』　2000年。
  - ヨハン・G・A・ガレッティ　『象は世界最大の昆虫である ガレッティ先生失言録』　池内紀編訳、2005年。
- 音楽・美術・演劇
  - 田中一光　『デザインと行く』　1997年。
  - 和田誠　『装丁物語』　2006年。
  - ケネス・クラーク　『絵画の見かた』　高階秀爾訳、2003年。
- 歴史・地理
  - 河口慧海　『チベット旅行記（上・下）』　長沢和俊編、2004年。
  - フランツ・シュミット　『ある首斬り役人の日記』　藤代幸一訳、2003年。
- 哲学・心理学・社会
  - ルネ・デカルト　『方法叙説』　三宅徳嘉・小池健男訳、2005年。
- 童話
  - シャルル・ペロー　『ペローの昔ばなし』　今野一雄訳、2007年。 - ギュスターヴ・ドレ画

## ラインナップ
冊数が多いため、伸縮型のメニューとして掲載する。